# Pyszczkowiak amazoński
Pyszczkowiak amazoński (Oxymycterus amazonicus) – gatunek ssaka z podrodziny bawełniaków (Sigmodontinae) w obrębie rodziny chomikowatych (Cricetidae).

## Zasięg występowania
Pyszczkowiak amazoński występuje endemicznie w dolnym biegu rzeki Amazonka w zachodniej i środkowej Brazylii.

## Taksonomia
Gatunek po raz pierwszy zgodnie z zasadami nazewnictwa binominalnego opisał w 1994 roku amerykański zoolog Philip Hershkovitz nadając mu nazwę Oxymycterus amazonicus. Holotyp pochodził z Fordlandii, na prawym brzegu dolnego biegu rzeki Tapajós (03°40’S, 55°30’W), w stanie Pará, w Brazylii. 
Autorzy Illustrated Checklist of the Mammals of the World uznają ten takson za gatunek monotypowy.

### Etymologia
- Oxymycterus: gr. οξυς oxus „ostry, spiczasty”; μυκτηρ muktēr, μυκτηρος muktēros „pysk, nos”, od μυκτεριζω mukterizō „kręcić nosem”[7].
- amazonicus: nowołac. Amazonicus lub Amazoninus „amazoński, z Amazonki”[8].

## Morfologia
Długość ciała (bez ogona) 140–148 mm, długość ogona 86–95 mm, długość ucha 16–20 mm, długość tylnej stopy 28–29 mm; brak danych dotyczących masy ciała. 

## Ekologia
Zwierzę lądowe. Zamieszkuje wilgotne lasy w nizinnych obszarach dorzeczy Amazonki.

## Status i populacja
Ze względu na rozpowszechnienie i populację iucnredlist oceniło go na najmniejszej troski. Ten gatunek jest szeroko rozpowszechniony i częsty.